# Alfabeto greco
L'alfabeto greco è un sistema di scrittura composto da 24 lettere (7 vocali e 17 consonanti) e risale al IX secolo a.C.; deriva dall'alfabeto fenicio, nel quale a ogni segno era associato un solo suono. A loro volta gli stessi segni dell'alfabeto fenicio deriverebbero da una semplificazione di alcuni geroglifici egizi i quali, per il principio dell'acrofonia, persero il loro significato iniziale, lasciando a ciascun segno solo il valore fonetico.
Dal momento che la scrittura fenicia era di tipo appercettivo, ovvero venivano indicate solo le consonanti che dovevano poi essere integrate da suoni vocalici non specificati (e quindi solo un fenicio era in grado di leggere una parola scritta in fenicio), i Greci dovettero trasformare alcune lettere fenicie non usate nel loro alfabeto per indicare i suoni vocalici, che nell'alfabeto greco sono basilari tanto per una questione metrica quanto per il problema della flessione delle parole e degli articoli.
Nell'antica Grecia le lettere venivano usate anche per scrivere i numeri, posponendo al simbolo grafico un segno molto simile a un apostrofo, in maniera analoga ai numeri romani usati dai Latini.
Le lettere dell'alfabeto greco sono molto utilizzate oggi per numerosi altri scopi: in matematica e in fisica per indicare gli angoli e le costanti, in astronomia per assegnare il nome alle stelle, e così via.
Dall'alfabeto greco bizantino deriva l'alfabeto glagolitico, da cui a sua volta deriva l'alfabeto cirillico.
| Maiuscole | Maiuscole | Maiuscole | Maiuscole | Maiuscole | Maiuscole | Maiuscole | Maiuscole | Maiuscole | Maiuscole | Maiuscole | Maiuscole | Maiuscole |
| --------- | --------- | --------- | --------- | --------- | --------- | --------- | --------- | --------- | --------- | --------- | --------- | --------- |
| Α         | Β         | Γ         | Δ         | Ε         | Ζ         | Η         | Θ         | Ι         | Κ         | Λ         | Μ         |           |
| Ν         | Ξ         | Ο         | Π         | Ρ         | Σ         | Τ         | Υ         | Φ         | Χ         | Ψ         | Ω         |           |
| Minuscole |           |           |           |           |           |           |           |           |           |           |           |           |
| α         | β         | γ         | δ         | ε         | ζ         | η         | θ         | ι         | κ         | λ         | μ         |           |
| ν         | ξ         | ο         | π         | ρ         | σ         | τ         | υ         | φ         | χ         | ψ         | ω         |           |

## Storia
L'alfabeto greco nacque diversi secoli dopo il crollo della civiltà micenea e il conseguente abbandono del sistema di scrittura miceneo detto "lineare B" (un alfabeto di tipo sillabico, assai complesso), usato per trascrivere una forma arcaica di greco.
Il nuovo alfabeto fu un adattamento dell'alfabeto fenicio che ebbe luogo dopo il Medioevo ellenico (circa 1200 a.C.-800 a.C.).
Il cambiamento più evidente rispetto all'alfabeto fenicio consiste nell'introduzione di segni per rappresentare le vocali, che erano assenti negli alfabeti consonantici semiti (sebbene fossero state introdotte saltuariamente delle indicazioni per la pronuncia vocalica, v. madri di lettura).
- Α (alfa), derivata da /ʔ/ (aleph),
- Ε (epsilon), derivata da /h/ (he),
- Ι (iota), derivata da /j/ (jodh),
- Ο (omicron), derivata da /ʕ/ (ajin),
- Υ (ypsilon), derivata da /w/ (waw).
- Nel greco orientale, che non possedeva alcun tipo di aspirazione, la lettera Η (eta), in origine indicante la consonante semitica glottidale /ħ/ (heth) venne usata per la vocale lunga /εː/, e venne introdotta ex novo la lettera Ω (omega) per rappresentare la /ɔː/ lunga, portando così il totale a sette vocali, distribuite piuttosto regolarmente nell'ordine alfabetico.

Ad altre varianti dell'alfabeto greco fu invece dovuta l'introduzione di tre nuove consonanti proprio per compensare la mancanza, in fenicio, di aspirate: Φ (phi), usa il simbolo fenicio per il fonema 'q'; Χ (chi), creata ex novo, portando quindi l'alfabeto a 24 lettere; Ψ (psi), indicata con il simbolo fenicio del fonema 'ş'. Furono inserite verso la fine dell'ordine alfabetico, tra ypsilon e omega, data la loro tardiva creazione.
Nelle varianti greche occidentali la Χ venne usata per /ks/ e la Ψ per /kʰ/ (da cui il valore della lettera latina X, derivata dall'alfabeto greco occidentale).
Caddero in disuso:
- la lettera Ϝ (digamma) sopravvisse nel sistema numerico ionico per rappresentare il numero 6;
- la lettera Ϻ (san), variante di Σ (sigma), sopravvisse fino al periodo classico quando scomparve a favore del sigma;
- la lettera Ϟ (qoppa) sopravvisse nel sistema numerico ionico per rappresentare il numero 90;
- la lettera Ϡ (sampi) è in apparenza un raro glifo ionico, introdotto per rappresentare il numero 900.

Originariamente esistevano numerose varianti dell'alfabeto greco, di cui quella greco-occidentale diede origine all'alfabeto etrusco e da questo all'alfabeto latino, mentre quella ionica venne adottata a partire dall'epoca ellenistica da tutto il mondo greco insieme alla koinè: da essa derivano l'attuale alfabeto greco, l'alfabeto gotico, l'alfabeto copto e l'alfabeto cirillico.
Ad Atene in origine venne utilizzata la variante attica (che adoperava la lettera eta per indicare il suono h invece della e lunga). L'alfabeto attualmente conosciuto, composto da ventiquattro lettere, è quello ionico, che Atene assunse come alfabeto ufficiale con l'editto di Archino del 403/402 a.C. a.C., sotto l'arcontato di Euclide e in breve le altre versioni scomparvero.

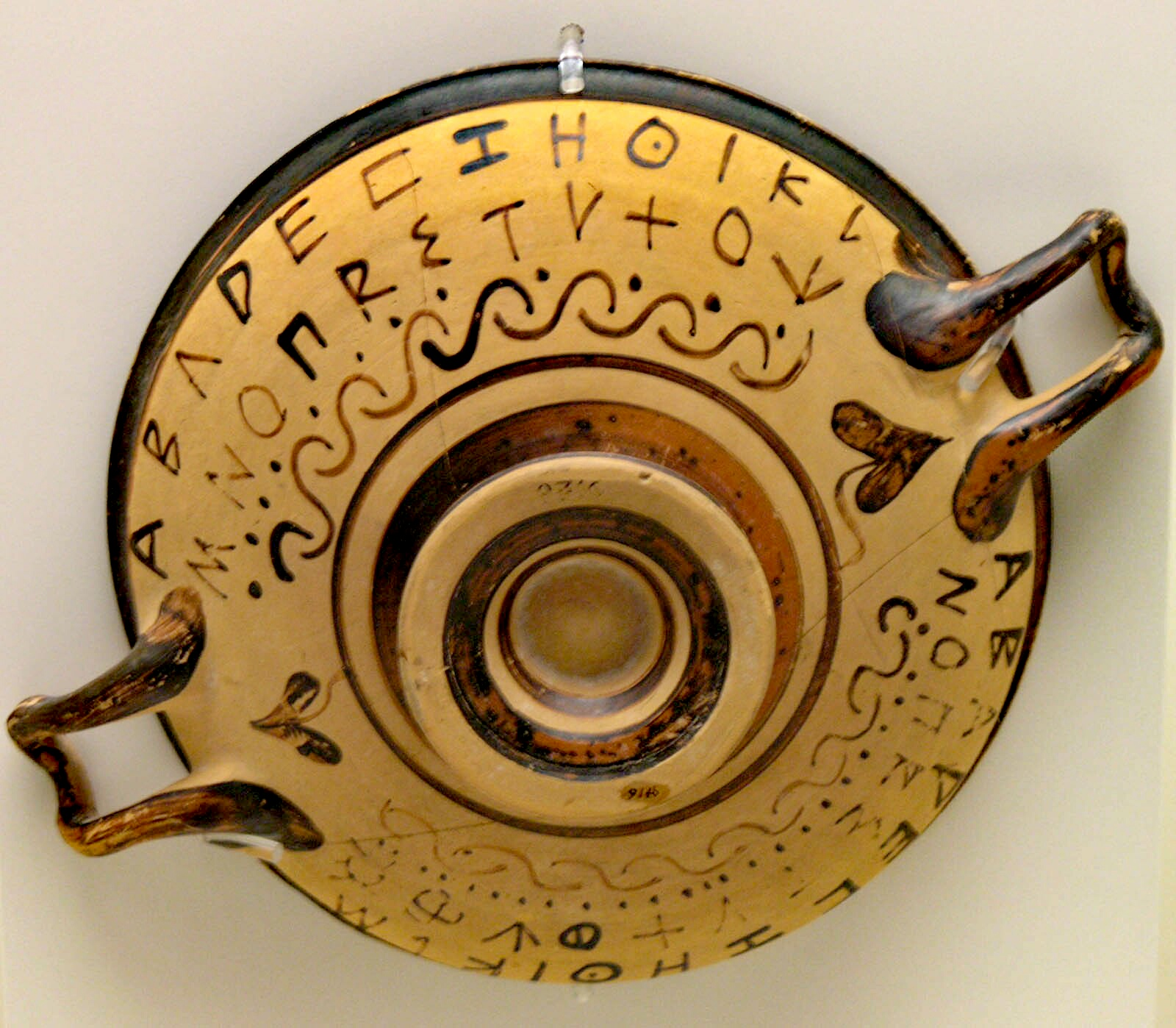
Alfabeto greco arcaico su una kylix attica a figure nere, Museo archeologico nazionale di Atene

Nel periodo ellenistico, Aristofane di Bisanzio introdusse l'uso di porre gli accenti sulle lettere greche per facilitare la pronuncia.

### Nomi delle lettere
Ogni nome delle lettere fenicie era una parola che cominciava col suono rappresentato da tale lettera; perciò aleph, la parola per "bue", venne adottata per il colpo di glottide /ʔ/, bet, o "casa", per il suono /b/, e così via.
Quando i Greci adottarono queste lettere, conservarono la maggior parte dei nomi fenici, adattandoli leggermente alla fonetica greca, e così per esempio aleph, bet, gimel divennero alfa, beta, gamma.
Questi nomi non avevano alcun significato in greco, se non quello di nome stesso della lettera.

## Tabella principale
Le lettere greche e le loro derivate sono riassunte nella seguente tabella (la pronuncia è scritta con l'Alfabeto fonetico internazionale AFI):

### Lettere classiche
| Lettera | Tras.                    | Nome     | Nome              | Nome            | Nome                                    | Nome                      | Nome                      | Valore fonetico                                      | Valore fonetico                                      | Val. num. | Lettera ebraica corrisp.         | Entità HTML         |
| Lettera | Tras.                    | Greco    | Greco             | Greco           | Trascrizione tradizionale               | Trascrizione IPA del nome | Trascrizione IPA del nome | Valore fonetico                                      | Valore fonetico                                      | Val. num. | Lettera ebraica corrisp.         | Entità HTML         |
| Lettera | Tras.                    | classico | bizantino         | moderno         | Trascrizione tradizionale               | classica                  | bizantina e moderna       | classico                                             | moderno                                              | Val. num. | Lettera ebraica corrisp.         | Entità HTML         |
| ------- | ------------------------ | -------- | ----------------- | --------------- | --------------------------------------- | ------------------------- | ------------------------- | ---------------------------------------------------- | ---------------------------------------------------- | --------- | -------------------------------- | ------------------- |
| Α α     | a                        | ἄλφα     | ἄλφα              | άλφα            | alpha (o alfa)                          | [ˈalpʰa]                  | [ˈalfa]                   | [a] o [aː]                                           | [a]                                                  | 1         | א 'aleph                         | &Alpha; &alpha;     |
| Β β     | b                        | βῆτα     | βῆτα              | βήτα            | beta                                    | [ˈbɛːta]                  | [ˈvita]                   | [b]                                                  | [v]                                                  | 2         | ב beth                           | &Beta; &beta;       |
| Γ γ     | g                        | γάμμα    | γάμμα             | γάμα            | gamma                                   | [ˈɡamma]                  | [ˈɣama]                   | [ɡ], [ŋ] davanti a consonante velare                 | [j] prima di [ɛ] o [i]; altrimenti [ɣ]               | 3         | ג gimel                          | &Gamma; &gamma;     |
| Δ δ     | d                        | δέλτα    | δέλτα             | δέλτα           | delta                                   | [ˈdelta]                  | [ˈðɛlta]                  | [d]                                                  | [ð]                                                  | 4         | ד dalet                          | &Delta; &delta;     |
| Ε ε     | e                        | εἶ       | ἒ ψιλόν, ἔψιλον   | έψιλον          | epsilon                                 | [eː]                      | [ˈɛpsilɔn]                | [e]                                                  | [ɛ]                                                  | 5         | ה he                             | &Epsilon; &epsilon; |
| Ζ ζ     | z                        | ζῆτα     | ζῆτα              | ζήτα            | zeta                                    | [ˈzdɛːta, ˈʣɛːta]         | [ˈzita]                   | in origine [zd], poi [dz] e in seguito [z]           | [z]                                                  | 7         | ז zajin                          | &Zeta; &zeta;       |
| Η η     | ē (nota: quantità lunga) | ἦτα      | ἦτα               | ήτα             | eta                                     | [ˈɛːta]                   | [ˈita]                    | [ɛː]                                                 | [i]                                                  | 8         | ח heth                           | &Eta; &eta;         |
| Θ θ     | th                       | θῆτα     | θῆτα              | θήτα            | theta (o teta)                          | [ˈtʰɛːta]                 | [ˈθita]                   | [tʰ], poi [θ]                                        | [θ]                                                  | 9         | ט teth                           | &Theta; &theta;     |
| Ι ι     | i                        | ἰῶτα     | ἰῶτα              | γιώτα, ιώτα     | iota                                    | [iˈɔːta]                  | [ˈjɔta]                   | [i] o [iː]                                           | [i], [j]                                             | 10        | י jodh                           | &Iota; &iota;       |
| Κ κ     | k (o c)                  | κάππα    | κάππα             | κάπα            | kappa (o cappa)                         | [ˈkappa]                  | [ˈkapa]                   | [k]                                                  | [k]                                                  | 20        | ך כ kaph                         | &Kappa; &kappa;     |
| Λ λ     | l                        | λάβδα    | λάμβδα            | λάμδα           | lambda                                  | [ˈlabda]                  | [ˈlamða]                  | [l]                                                  | [l]                                                  | 30        | ל lamed                          | &Lambda; &lambda;   |
| Μ μ     | m                        | μῦ       | μῦ                | μι, μυ          | mi (o my, mu)                           | [myː]                     | [mi]                      | [m], [ɱ] davanti a consonante fricativa labiodentale | [m], [ɱ] davanti a consonante fricativa labiodentale | 40        | ם מ mem                          | &Mu; &mu;           |
| Ν ν     | n                        | νῦ       | νῦ                | νι, νυ          | ni (o ny, nu)                           | [nyː]                     | [ni]                      | [n]                                                  | [n]                                                  | 50        | ן נ nun                          | &Nu; &nu;           |
| Ξ ξ     | x                        | ξεῖ      | ξῖ                | ξι              | xi                                      | [kseː]                    | [ksi]                     | [ks]                                                 | [ks]                                                 | 60        | ס samekh                         | &Xi; &xi;           |
| Ο ο     | o                        | οὖ       | ὂ μικρόν, ὄμικρον | όμικρον, όμικρο | omicron (o omikron)                     | [oː]                      | [ˈɔmikrɔn, ˈɔmikrɔ]       | [o]                                                  | [ɔ]                                                  | 70        | ע `ajin                          | &Omicron; &omicron; |
| Π π     | p                        | πεῖ      | πῖ                | πι              | pi                                      | [peː]                     | [pi]                      | [p]                                                  | [p]                                                  | 80        | ף פ pe                           | &Pi; &pi;           |
| Ρ ρ     | r                        | ῥῶ       | ῥῶ                | ρο, ρω          | rho (o ro)                              | [r̥ɔː]                     | [rɔ]                      | [r] ([r̥] iniziale)                                   | [r]                                                  | 100       | ר reš                            | &Rho; &rho;         |
| Σ σ     | s                        | σῖγμα    | σῖγμα             | σίγμα           | sigma                                   | [ˈsiːɡma]                 | [ˈsiɣma]                  | [s]                                                  | [s]                                                  | 200       | ש šin                            | &Sigma; &sigma;     |
| ς       | s                        | σῖγμα    | σῖγμα             | σίγμα           | sigma (finale)                          | [ˈsiːɡma]                 | [ˈsiɣma]                  | [s]                                                  | [s]                                                  | 200       | ש šin                            | &sigmaf;            |
| Τ τ     | t                        | ταῦ      | ταῦ               | ταυ             | tau                                     | [tau]                     | [taf]                     | [t]                                                  | [t]                                                  | 300       | ת tav                            | &Tau; &tau;         |
| Υ υ     | y                        | ὗ        | ὖ ψιλόν, ὕψιλον   | ύψιλον, ύψιλο   | upsilon (o hupsilon, hypsilon, ipsilon) | [hyː]                     | [ˈipsilɔn, ˈipsilɔ]       | [y] o [yː] ([hyː] o [hy] iniziale)                   | [i]                                                  | 400       | ו vav                            | &Upsilon; &upsilon; |
| Φ φ     | ph (o f)                 | φεῖ      | φῖ                | φι              | phi (o fi)                              | [pʰeː]                    | [fi]                      | [pʰ], poi [f]                                        | [f]                                                  | 500       | origine incerta, vedere articolo | &Phi; &phi;         |
| Χ χ     | kh (o ch)                | χεῖ      | χῖ                | χι              | khi (o chi)                             | [kʰeː]                    | [çi]                      | [kʰ], poi [x]                                        | [ç] prima di [ɛ] o [i]; altrimenti [x]               | 600       | origine incerta, vedere articolo | &Chi; &chi;         |
| Ψ ψ     | ps                       | ψεῖ      | ψῖ                | ψι              | psi                                     | [pseː]                    | [psi]                     | [ps]                                                 | [ps]                                                 | 700       | origine incerta, vedere articolo | &Psi; &psi;         |
| Ω ω     | ō (quantità lunga)       | ὦ        | ὦ μέγα            | ωμέγα           | omega                                   | [ɔː]                      | [ɔˈmɛɣa]                  | [ɔː]                                                 | [ɔ]                                                  | 800       | ע `ajin                          | &Omega; &omega;     |

1. 1 2 3 4  Poiché i nomi di queste lettere sono omofoni dei nomi italiani di altrettante lettere dell'alfabeto latino (K, P, Y, Z), il loro nome è spesso seguito dall'aggettivo "greco", specie quando le lettere sono usate in ambito extralinguistico (formule matematiche, ecc.).

## Traslitterazione e trascrizione
Per ogni parola, frase e loro insiemi di un testo formato in un alfabeto diverso dalla propria lingua, il lettore può scrivere quattro tipologie di parole o frasi che accrescono la comprensione del testo originale:
- traslitterazione (resa grafica lettera per lettera senza tenere conto della pronuncia reale)
- trascrizione (resa, seppur condizionata dall'alfabeto utilizzato, della pronuncia reale)
- trascrizione fonetica (uso dell'alfabeto fonetico internazionale),
- traduzione.

Fra greco antico e greco moderno esiste una differenza molto meno marcata che tra latino e lingue romanze nel significante e nel significato delle parole. Per quanto riguarda l'alfabeto, cambiano le regole di pronuncia di alcune lettere, mentre altre o i segni diacritici sono del tutto scomparsi.
La traslitterazione segue regole o usi simili per greco antico e moderno, mentre la trascrizione tiene conto della differenza di pronuncia.
Regole e standard di trascrizione e traslitterazione grafica cambiano fra greco antico e greco moderno. Per le lingue antiche essi sono decisi dalla consuetudine e dagli studiosi piuttosto che da specifici enti tecnici normativi preposti dalla legge.

Trascrizione e traslitterazione rendono i grafemi (la parola come scritta con le lettere di un altro alfabeto), e lo riproducono nell'alfabeto della lingua madre del lettore. Non è quindi una traduzione perché ignora il significato delle parole, e non è nemmeno una traslitterazione fonetica che invece rende il suono, la parola come pronunciata nella lingua di partenza.
Per quanto riguarda il greco moderno fino al 1982 era in vigore il sistema politonico di accentazione e per i segni diacritici dell'alfabeto greco valevano le consuetudini di traslitterazione del greco antico. Molte parole del greco antico differiscono e cambiarono radicalmente di significato per:
- aspirazione: uno spirito dolce o uno spirito aspro nella prima lettera, theta oppure tau, chi oppure kappa, la lettera rho;
- quantità: in un qualsiasi sillaba della parola (vocale breve o lunga: epsilon per eta, omicron per omega);
- presenza o assenza dell'accento (mono- e bisillabi clitici).

Per tale motivo il sistema politonico inseriva il macron per indicare la quantità vocalica e la lettera h per indicare l'aspirazione (ma non per la lettera gamma resa con gh, che non c'era in greco antico, e non è aspirato). La traslitterazione e trascrizione sono in generale basate sui grafemi piuttosto che sul suono, anche per il fatto che una differenza scritta di lettere o segni può non dare luogo a una lettura diversificata al tempo del testo originale o di una sua traduzione successiva, ma comunque mantenere nel tempo una diversità di significato non trascurabile. Lo iota sottoscritto non determina né differenze di significato né di pronuncia.
L'accento talora viene inserito anche nella traslitterazione in sistema monotonico, per consentire e agevolare la lettura anche di chi non è pratico di un alfabeto graficamente lontano da quello latino, e nemmeno desidera l'onere di imparare un alfabeto moderno che sia universalmente valido. La presenza o assenza dell'accento può mutare il significato della parola greca, e anche per questo motivo è ancora indicato di frequente. 

L'accento greco antico era sia grafico sia fonetico (scritto e ugualmente marcato sulla sillaba in cui è scritto). L'accento grave e acuto (in greco ichtus, colpo), il circonflesso (a forma di tilde) vengono resi con lo stesso segno in lingua moderna, così come vengono letti nel solito modo nelle scuole dove si studia l'alfabeto greco antico. È previsto dai programmi scolastici italiani che sia insegnato a leggere nel solito modo anche le vocali brevi e lunghe, e a omettere l'aspirazione iniziale e delle consonanti (theta, rho e chi seguite da vocale).

### Traslitterazione e trascrizione del greco moderno
Le lettere <η> <ι> <υ> e le loro combinazioni <ει> <oι> <υι> sono pronunciate [i] (con l'eccezione delle semivocali), e la trascrizione del greco moderno le rende in un unico modo, come <i>; la traslitterazione invece le distingue come <ē> <i> <y> e come <ei> <oi> <yi>. 

Anche se la pronuncia in greco antico della lettera <η> fosse [ɛː] (in alfabeto fonetico), vale a dire un tono aperto e prolungato per una frazione di tempo più lunga, la eta è traslitterata come <e> con il segno diacritico del macron anche per i testi nati in greco moderno. 

D'altra parte, il dittongo <ευ> è pronunciato [ev] e talora [ef], a seconda del suono seguente. La trascrizione li distingue, mentre non esiste una regola specifica per la traslitterazione. Per la trascrizione ε e αι si pronunciano entrambi [e], a meno che il segno di dieresi sul dittongo indichi il contrario.

Lo spirito aspro reso con h nella traslitterazione dell'ortografia politonica utilizzata fino al 1982 può essere omesso nella trascrizione oppure scritto fra parentesi come (h), per indicare un elemento grafico di significato, ma non fonetico.
| Parola greca (ortografia antica e moderna) | Traslitterazione     | Trascrizione        | Traduzione in italiano |
| ------------------------------------------ | -------------------- | ------------------- | ---------------------- |
| Ἑλληνικὴ Δημοκρατία - Ελληνική Δημοκρατία  | Hellēnikḕ Dēmokratìa | Elinikì Dhimokratìa | Repubblica greca       |
| ἐλευθερία - ελευθερία                      | eleutherìa           | eleftherìa          | libertà                |
| Εὐαγγέλιον - Ευαγγέλιο                     | Euaggèlion           | Evanghèlio          | Vangelo                |
| τῶν υἱῶν - των υιών                        | tōn hyiṑn            | tòn iòn             | dei figli              |

In ambito internazionale esistono precise regole di traslitterazione del greco, mentre in greco moderno è diffusa informalmente la greeklish (es. "8elo" e "thelw" per θέλω, "3ava" per ξανά, "yuxi" da ψυχή).

### Lettere numerali
| Lettera | Nome   | Pronuncia classica | Val. num. | Lettera ebraica corrisp.                             | Entità HTML     |
| ------- | ------ | ------------------ | --------- | ---------------------------------------------------- | --------------- |
| Ϛ ϛ     | stigma | [st]               | 6         | non ebraica; legatura di σ e τ risalente al Medioevo | &#x3da; &#x3db; |
| Ϙ ϙ Ϟ ϟ | qoppa  | [k, ḵ]             | 90        | ק qof                                                | &#x3d8; &#x3d9; |
| Ͳ ͳ Ϡ ϡ | sampi  | [sː]               | 900       | ץ צ tzadi                                            | &#x3e0; &#x3e1; |

### Lettere arcaiche
Le seguenti lettere sono scomparse dall'alfabeto molto presto, prima del periodo che ora chiamiamo classico.
| Lettera | Nome    | Pronuncia classica | Lettera ebraica corrisp. | Entità HTML     |
| ------- | ------- | ------------------ | ------------------------ | --------------- |
| Ϝ ϝ Ͷ ͷ | digamma | [w]                | ו vav                    | &#x3dc; &#x3dd; |
| Ͱ ͱ     | heta    | [h]                | ח het                    | &#x370; &#x371; |
| Ϻ ϻ     | san     | [z, s]             | ץ צ tzadi                | &#x3fa; &#x3fb; |

### Altri caratteri
| Lettera | Nome | Pronuncia classica | Lettera ebraica corrisp. | Entità HTML     | Note |
| ------- | ---- | ------------------ | ------------------------ | --------------- | --- |
| Ϳ ϳ     | jod  | [j]                | י jodh                   | &#x37f; &#x3f3; | Nel protogreco era distinto anche un fonema /j/ (come la i semiconsonantica di "ieri"), al quale pare non corrispondesse alcun grafema; quello usato attualmente è stato introdotto dai linguisti dell'Ottocento, sicché la sua esistenza è ricostruibile solo a posteriori, a partire da alcuni mutamenti fonomorfologici. Viene usato nella lingua arvanitica. |
| Ϸ ϸ     | sho  | [ʃ]                | ץ צ tzadi                | &#x3f7; &#x3f8; | Lettera dell'alfabeto assente nelle versioni greche, introdotta dai battriani per rappresentare un suono della loro lingua assente in greco (/ʃ/). |

## Uso scientifico delle lettere greche

### In astronomia
- Le lettere greche si usano per indicare le stelle (Nomenclatura di Bayer).[2]
- Le lettere greche si usano per indicare gli anelli del pianeta Urano.[3]
- Le lettere greche γ e Ω vengono impiegate per indicare rispettivamente il punto vernale (o primo punto d'Ariete) e il primo punto della Bilancia.[4]
- Le lettere greche α e δ sono usate per indicare rispettivamente ascensione retta e declinazione nel sistema di coordinate celesti equatoriale.
- Le lettere λ e φ sono invece usate per indicare longitudine e latitudine.

### In chimica

Le posizioni alfa e beta rispetto al chetone

Posizioni relative di due gruppi funzionali
- Le lettere greche α, β, γ, δ, ε e ω ("alpha", "beta", "gamma", "delta", "epsilon" e "omega" minuscole) sono usate per definire le posizioni relative di due gruppi funzionali all'interno di una molecola, in genere organica: designano rispettivamente le posizioni 2, 3, 4, 5, 6 e 7 rispetto a un gruppo in posizione 1.
- La lettera ν ("ni" minuscola) indica il coefficiente stechiometrico di un composto in una reazione.
- La lettera ξ ("xi" minuscola) indica il grado d'avanzamento di una reazione.
- Le lettere σ (sigma minuscola) e π (pi minuscola) sono utilizzate per descrivere due tipi di orbitali molecolari, o più comunemente i due legami che essi contribuiscono a formare in una molecola.

### In economia
Le lettere greche sono utilizzate per indicare:
- coefficienti: la lettera α (alfa minuscola) è utilizzata per indicare la forza dell'effetto della disoccupazione sul salario, la lettera λ (lambda minuscola) è utilizzata per indicare il coefficiente di salari indicizzati sul totale;
- tassi: la lettera ε (epsilon minuscola) è utilizzata per indicare il tasso di cambio reale, la lettera δ (delta minuscola) il tasso di ammortamento e la lettera ρ (rho minuscola) il tasso di sconto soggettivo;
- rapporti: la lettera θ (theta minuscola) indica il rapporto riserve depositi;
- la lettera Δ (delta maiuscola) è utilizzata per indicare le variazioni;
- altro: la lettera β (beta minuscola) designa l'effetto di un aumento della crescita della produzione sul tasso di disoccupazione, la lettera μ (mi minuscola) è utilizzata per indicare il markup, la lettera π (pi minuscola) è utilizzata per indicare l'inflazione.

### In fisica
- Le lettere α, β e γ denotano tre tipi di radiazioni ionizzanti emesse dalle materie radioattive.[5]
- Le lettere α, β, γ, μ, ν, π, Σ e τ possono essere usate per indicare tipi di particelle subatomiche.
- La lettera ε (epsilon minuscola) è utilizzata per indicare la costante dielettrica di un materiale.
- La lettera ζ (zeta) è utilizzata in elettrotecnica per denotare il coefficiente di smorzamento di un circuito RLC.
- La lettera η (êta minuscola) è utilizzata per indicare il rendimento di un processo.
- La lettera θ (thêta minuscola) è utilizzata per indicare la riluttanza magnetica.
- La lettera λ (lambda minuscola) è utilizzata per indicare la lunghezza d'onda.[6]
- La lettera μ (mu minuscola) è utilizzata per indicare il coefficiente d'attrito, ma anche la permeabilità magnetica di un materiale o del vuoto.
- Il simbolo del prefisso SI micro (che rappresenta un milionesimo di unità), µ (Unicode U+00B5), corrisponde alla lettera μ (mi minuscola). Per esempio il simbolo del micrometro è µm (1 µm = 10−6 m) e quello del microsecondo è µs (1 µs = 10−6 s).[7]
- La lettera ν (ni minuscola) è utilizzata per indicare la frequenza di un'onda o di un fotone
- La lettera ξ (xi minuscola) indica il grado di smorzamento delle oscillazioni in un sistema.
- La lettera ρ (rho minuscola) indica la massa per unità di volume (densità). In elettrochimica, è impiegata per indicare la resistività di un conduttore.
- La lettera φ (phi minuscola) è utilizzata per indicare la fase di un segnale periodico (elettrotecnica e onde).
- La lettera χ (chi minuscola) è utilizzata per indicare un coefficiente di comprimibilità (termodinamica e onde).
- La lettera ω (omèga minuscola) indica una pulsazione di risonanza (legata alla frequenza) o una velocità angolare, anche con riferimento alle stelle di neutroni.
- La lettera σ, in astrofisica, indica la costante di Stefan-Boltzmann, utilizzata per calcolare la luminosità di corpi (per esempio stelle).
- Il simbolo dell'unità SI di resistenza elettrica, l'ohm, Ω (Unicode U+2126), corrisponde alla lettera Ω (omèga maiuscola).[8]
- La tupla (ξ, η, ζ) viene usata come alternativa adimensionalizzata rispetto a una lunghezza caratteristica per rappresentare uno spazio cartesiano al posto della più comune (x, y, z).

## In linguistica
- La maiuscola latina s dura (eszett tedesco; Unicode U+1E9E: ẞ, che può sostituire la doppia s) si può erroneamente scambiare per la beta maiuscola greca (Unicode U+0392: Β).
- La minuscola latina s dura (eszett tedesco; Unicode U+00DF: ß, che può sostituire la doppia s) si può erroneamente scambiare per la beta minuscola greca (Unicode U+03B2: β).
- La maiuscola latina esh (Unicode U+01A9: Ʃ) corrisponde alla lettera sigma maiuscola greca (Unicode U+03A3: Σ).

## In matematica
- Le lettere greche sono spesso utilizzate per designare degli scalari in algebra.
- Gli angoli sono spesso chiamati θ (theta minuscola) o φ (phi minuscola).
- La lettera γ (gamma minuscola) è utilizzata per indicare la costante di Eulero-Mascheroni.[9]
- La lettera Γ (gamma maiuscola) rappresenta la funzione Gamma.[10]
- La lettera δ ("delta" minuscola) indica una quantità infinitesima. δ è anche la funzione Delta di Dirac.
- Il simbolo d'incremento ∆ (Unicode U+2206) corrisponde alla lettera Δ (delta maiuscola). Si legge delta ed è utilizzato per indicare un cambiamento di stato tra due intervalli (Esempio: ∆t indica un intervallo di tempo utilizzato, tra gli altri, per definire la velocità) o una retta geometrica o il discriminante di un'equazione di secondo grado (Δ = b² - 4ac). Inoltre ∆ è anche il simbolo usato per il laplaciano. Infine, il simbolo nabla (∇) usato per il gradiente non è altro che una delta maiuscola rovesciata.
- La lettera ε (epsilon minuscola) è utilizzata per indicare dei valori piccoli a piacere (piccole quantità).
- La lettera π (pi minuscola) è utilizzata per indicare il rapporto tra la circonferenza e il diametro di un cerchio (ossia circa 3,1415926536). Tale costante è detta pi greco. Se si esprimono gli angoli in radianti π corrisponde all'angolo piatto.
- La produttoria ∏ (Unicode U+220F) corrisponde alla lettera Π (pi maiuscola). Serve a indicare dei prodotti di elementi: {\displaystyle \prod _{i=1}^{n}a_{i}} significa il prodotto dei coefficienti ai per i che va da 1 a n, per esempio (vedere anche la sommatoria, più in basso).
- La lettera ρ (rho minuscola) è utilizzata assieme a θ per le coordinate polari. In statistica, serve a definire la correlazione tra due serie di dati.
- La lettera P (Rho maiuscola) è l'abbreviazione di perimetro.
- La sommatoria ∑ (Unicode U+2211) corrisponde alla lettera Σ (sigma maiuscola). È utilizzata per indicare una somma di elementi: {\displaystyle \sum _{i=1}^{n}a_{i}} significa somma dei coefficienti ai per i che va da 1 a n, per esempio (vedere anche la produttoria, più in alto).
- La lettera φ ("phi" minuscolo) è utilizzata per rappresentare il numero aureo (1,618...).
- La lettera Φ ("phi" maiuscolo) indica un flusso.

È anche il simbolo del fattore d'area.
- La χ (Chi) in statistica indica il calcolo del "Chi Quadrato".
- La stima asintotica prevede l'utilizzo di lettere come O (o grande, deriva da "omicron" maiuscolo), o (o piccolo, deriva da "omicron" minuscolo).
- L'Ω (omega grande) è il simbolo dell'evento certo che ha come valore 1